# Rusnė (ostrov)
Rusnė (litevsky: Rusnės sala) je největší ostrov v Litvě o rozloze 45 km2. Leží v deltě řeky Němen při ústí do Kurského zálivu. Zde se nachází i Národní park v deltě řeky Němen.
Ostrov omývá několik říčních ramen - (Vorusnė, Pakalnė, Ulmas, Dumblė a Palaukys). Z jihu ostrov omývá říční rameno Skirvytė tvořící hranici s Kaliningradskou oblastí, která patří Ruské federaci. Západní hranici ostrova tvoří říční ramena Rusnė a Atmata.
První zmínka o největším městě na ostrově Rusnė pochází ze 14. století z roku 1365. Je to město Rusnė. Toto město s 1 642 obyvateli (2001) je bohaté na historické památky. Nachází se zde kromě jiných pamětihodností i synagoga z roku 1863 a římskokatolický kostel z roku 1419. Zajímavostí tohoto města je několik částí, které se nacházejí níže než hladina moře. Tato místa jsou nejnižšími položenými místy v Litvě a bývají velmi často zatopena.
Další ostrovy v deltě Němenu seřazeny podle velikosti plochy: Briedžių, Kiemo, Kubilių, Trušių a Vito.

## Ostrov na mapě
| DELTA NĚMENU Atmata Atšakėlė Aukštumala Aukštumalos protaka Bevardis Bevardė Briedžių Dumblė Kadaginis Kiemo Kniaupas Krokų Lanka Kubilių Kurský záliv Leitė Minija Naikupė Pakalnė Palankys Záliv Prūsinė Purvalankis Ragininkų Rindos šaka Záliv Rindutė Rusnaitė Rusnė (Němen) Rusnė Senoji Skirvytė Skatulė Skirvytė (Severnaja) Šakutė Záliv Šilinė Šventos Elenos Šyša Šyškrantė Tiesioji Trušių Ulmas Uostadvaris Duobelė Upaitis Vidujinė Vikis Vilkinė Vilkinės Vito Vorusnė Voryčia Vytinė Vytinės Uostas Zingelinė |